# Нивервил (Манитоба)
Нивервил (енгл. Niverville) је варошица у јужном делу канадске провинције Манитоба и део је географско-статистичке регије Истман. Насеље се налази око 5 км источно од десне обале реке Ред, у географској регији Ред Ривер Вали на око 30 км јужно од административног центра провинције града Винипега.
Насеље је 1874. основала група немачких Менонита, а 1878. у насеље је стигла и линија железнице. Насеље је тек 1969. добило службени статус села, а 1993. и статус варошице.
Према резултатима пописа становништва из 2011. у вароши је живело 3.540 становника у 1.203 домаћинства, што је за чак 43,7% више у односу на 2.464 житеља колико је регистровано
приликом пописа 2006. године. Број становника вароши се последњих година нагло повећава углавном досељавањем целих породица из оближњег Винипега. Поред енглеског најзаступљенији језик у вароши је немачки (са око 600 говорника).
Привреда вароши и околине почива на пољопривредној производњи, а место је нарочито познато по бројним свињогојским фармама.

## Становништво
| 2011. |
| ----- |
| 3.540 |